# Rhabdoblatta communis
Rhabdoblatta communis är en kackerlacksart som först beskrevs av Hanitsch 1928.  Rhabdoblatta communis ingår i släktet Rhabdoblatta och familjen jättekackerlackor. Inga underarter finns listade i Catalogue of Life.